# Acacia shirleyi
Acacia shirleyi — вид квіткових рослин з родини бобових. Ареал: Австралія (Північна територія, Квінсленд).

## Середовище
Вид часто є частиною мусонного лісу або сухого чагарнику, але не є частиною тропічних лісових угруповань. Також зустрічається в низьких відкритих лісах або змішаних саванних лісах і може утворювати густі насадження.

## Біоморфологічна характеристика
Це невелике дерево має один стовбур, укритий шарами мертвої кори, та форму парасольки. Зазвичай воно виростає до висоти близько 15 метрів. Тонка кора має колір від темно-сірого до чорного, а товщина стовбура може досягати 60 сантиметрів. При зрізанні або оголенні кора виділяє аромат, що нагадує фіалки. Вічнозелені лінійні або злегка вигнуті філодії мають довжину близько 10–15 сантиметрів і ширину від 0,2 до 0,7 см. Є лише середня жилка. Листя загалом має синьо-сірий відтінок. Цвіте приблизно з березня по липень, утворюючи помірно щільні квіткові колоси завдовжки від 2 до 3,5 см з дрібними лимонно-жовтими квітками. Після цвітіння утворюються лінійні дерев'янисті коричневі стручки, які піднімаються над насінням і звужені між ними. Стручки мають довжину близько 12 см та ширину 0,45 см. Чорне насіння всередині має широкоеліптичну форму та довжину від 4 до 5,5 міліметрів.

## Використання
Деревина тверда та важка, насиченого темно-коричневого кольору з блідою заболонню. Корінні жителі використовували деревину як паливо та для виготовлення мисливських списів. Кора містить таніни та може використовуватися як в'яжучий засіб для лікування діареї та дизентерії при внутрішньому вживанні. Вона не підходить для використання як стовпи для огорожі, оскільки має тенденцію до гниття в землі. Худоба може їсти листя як корм. Рослина добре росте на сонячному місці в добре дренованому ґрунті та стійка до посухи. Вона росте переважно в регіонах без морозів, але може переносити легкі заморозки.